# Quebec Remparts
Quebec Remparts (francouzsky Remparts de Québec) je kanadský juniorský klub ledního hokeje, který sídlí v Québecu ve stejnojmenné provincii. Od roku 1969 působí v juniorské soutěži Quebec Major Junior Hockey League. Své domácí zápasy odehrává v hale Videotron Centre s kapacitou 18 259 diváků. Klubové barvy jsou červená, bílá a černá.
Nejznámější hráči, kteří prošli týmem byli např.: Guy Lafleur, Michel Goulet, Alexandr Radulov, Maxime Lacroix, Kevin Lowe, Mike Ribeiro, Dominik Boháč, Marc-Edouard Vlasic, Louis Domingue, Anthony Duclair, Tomáš Filippi, Dmitrij Kugryšev, Sylvain Côté, Gennadij Čurilov, Antoine Vermette nebo Nikita Kučerov.

## Úspěchy
- Vítěz Memorial Cupu ( 2× )
  - 1971, 2006
- Vítěz QMJHL ( 5× )
  - 1969/70, 1970/71, 1972/73, 1973/74, 1975/76

## Přehled ligové účasti
Zdroj: 
- 1969–1970: Quebec Major Junior Hockey League (Východní divize)
- 1970–1973: Quebec Major Junior Hockey League
- 1973–1976: Quebec Major Junior Hockey League (Východní divize)
- 1976–1981: Quebec Major Junior Hockey League (Diliova divize)
- 1981–1982: Quebec Major Junior Hockey League
- 1982–1985: Quebec Major Junior Hockey League (Diliova divize)
- 1985–1997: bez soutěže
- 1997–1999: Quebec Major Junior Hockey League (Diliova divize)
- 1999–2005: Quebec Major Junior Hockey League (Východní divize)
- 2005–2006: Quebec Major Junior Hockey League (Západní divize)
- 2006–2008: Quebec Major Junior Hockey League (Telusova divize)
- 2008– : Quebec Major Junior Hockey League (Východní divize)